# Acero laminado

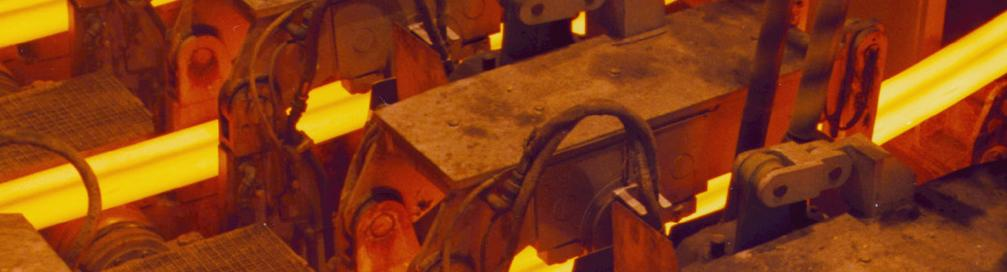
Tren de acero laminado.

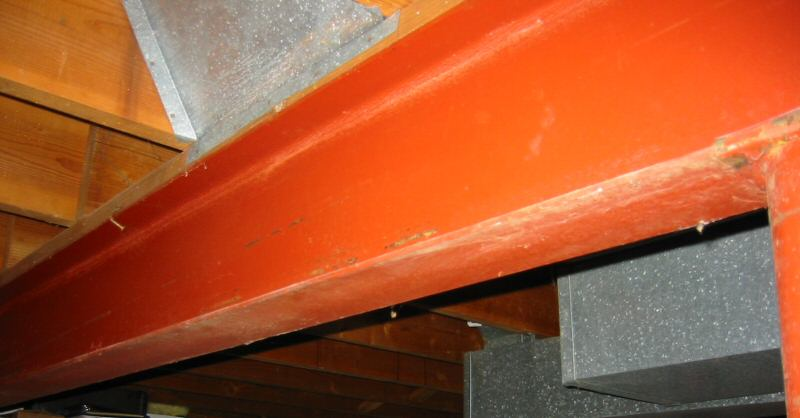
Viga I, de acero laminado, conformando la estructura de un edificio

El acero o hierro laminado es un tipo de acero fabricado a partir del arrabio que sale del alto horno de colada de la siderurgia es convertido en acero bruto fundido en lingotes de gran peso y tamaño, que posteriormente es laminado para obtener los múltiples tipos de perfiles comerciales que existen, de acuerdo al uso que vaya a darse del mismo.
El proceso de laminado consiste en calentar previamente los lingotes de acero fundido a una temperatura que permita la deformación del lingote por un proceso de estiramiento y desbaste que se produce en una cadena de cilindros a presión llamado tren de laminación.
Estos cilindros van conformando el perfil deseado hasta conseguir las medidas adecuadas. Las dimensiones del acero que se consigue no tienen tolerancias muy ajustadas y por eso muchas veces a los productos laminados hay que someterlos a fases de mecanizado para ajustar su tolerancia. 
El tipo de perfil de las vigas de acero, y las cualidades que estas tengan, son determinantes a la elección para su aplicación y uso en la ingeniería y arquitectura. Entre sus propiedades están su forma o perfil, su peso, particularidades y composición química del material con que fueron hechas, y su longitud.
Entre las secciones más conocidas y más comerciales, que se brinda según el reglamento que lo ampara, se encuentran los siguientes tipos de laminados. El área transversal del laminado de acero influye mucho en la resistencia que ofrezca a las fuerzas a que estará sometido.
En España, todas las dimensiones de las secciones transversales de los perfiles están normalizados de acuerdo con Código Técnico de la Edificación.

## Ángulos estructurales L
Es el producto de acero laminado que se realiza en iguales que se ubican equidistantemente en la sección transversal con la finalidad de mantener una armonía de simetría, en ángulo recto. Su uso está basado en la fabricación de estructuras para techados de grandes luces, industria naval, plantas industriales, almacenes, torres de transmisión, carrocerías, también para la construcción de puertas y demás accesorios en la edificación de casas.

## Vigas H
Producto de acero laminado que se crea en caliente, cuya sección tiene la forma de H. Existen diversas variantes como el perfil IPN, el perfil IPE o el perfil HE, todas ellas con forma regular y  prismática.
Se usa en la fabricación de elementos estructurales como vigas, pilares, cimbras metálicas, etc, sometidas predominantemente a flexión o compresión y con torsión despreciable. Su uso es frecuente en la construcción de grandes edificios y sistemas estructurales de gran envergadura, así como en la fabricación de estructuras metálicas para puentes, almacenes, edificaciones, barcos, etc.

## Canales U
Acero realizado en caliente mediante láminas, cuya sección tiene la forma de U. Son conocidas como perfil UPN. Sus usos incluyen la fabricación de estructuras metálicas como vigas, viguetas, carrocerías, cerchas, canales, etc.

## Perfiles T
Al igual que el anterior su construcción es en caliente producto de la unión de láminas. Estructuras metálicas para construcción civil, torres de transmisión, carpintería metálica.

## Barras redondas lisas y pulidas
Producto laminado en caliente, de sección circular y superficie lisa, de conocimiento muy frecuente en el campo de la venta de varillas. Sus usos incluyen estructuras metálicas como lo pueden ser puertas, ventanas, rejas, cercos, elementos de máquinas, ejes, pernos y tuercas por recalcado en caliente o mecanizado; pines, pasadores, etc.

## Pletinas
Producto de acero laminado en caliente, de sección rectangular. Entre sus usos está la fabricación de estructuras metálicas, puertas, ventanas, rejas, piezas forjadas, etc.

## Barras cuadradas
Producto realizado en caliente por láminas, su uso es muy frecuente y muy conocido. Se usan en la fabricación de estructuras metálicas, puertas, ventanas, rejas, candados, piezas forjadas, etc.

## Barras hexagonales
De igual manera que en los anteriores su composición es de láminas producidas en caliente, de sección hexagonal, y superficie lisa. Generalmente se observa en la fabricación de elementos de ensamblaje para, pernos, tuercas, ejes, pines, chavetas, herramientas manuales como barretas, cinceles, puntas, etc. Los cuales pueden ser sometidos a revenido y a temple según sea el caso.

## Perfiles generados por soldadura o unión de sus elementos
Estos son elementos ensamblados de estructuras generalmente de forma rectangular, la composición de las barras y diferentes elementos está generado por soldadura de las mismas, la ventaja que tiene este tipo de perfil es que se adecúa perfectamente a los requerimientos de diseño de acuerdo al análisis estructural que se realiza. Las relaciones de las dimensiones en perfiles típicos H, I.
- CS, tienen la forma de H y su altura es igual al ancho del ala, h=b.
- CVS, tienen forma de H y la proporción entre la altura y el ancho es de 1.5:1
- VS, son de sección tipo I y la proporción entre la altura y el ancho del ala es de 2:1 y 3:1

## Chapa
Se lamina el acero hasta conseguir rollos de diferentes grosores de chapa. La chapa se utiliza en calderería, y en la fabricación de carrocerías de automóviles. Se pueden emplear también aleaciones especiales con silicio y obtener acero magnético; la chapa así resultante se utiliza extensivamente en la industria eléctrica, especialmente en la fabricación de transformadores y de rotores y estatores de máquinas eléctricas.

## Acero corrugado para hormigón armado
Las acerías que reciclan chatarra, son en su mayoría productoras del acero corrugado que se utiliza para formar estructuras de hormigón armado y cimentaciones.